# 3121 Tamines
3121 Tamines је астероид главног астероидног појаса чија средња удаљеност од Сунца износи 2,227 астрономских јединица (АЈ).
Апсолутна магнитуда астероида је 13,4.